# Sân bay quốc tế Port Columbus
Sân bay quốc tế Port Columbus (mã sân bay IATA: CMH, mã sân bay ICAO: KCMH, mã sân bay FAA LID: CMH), thường được rút ngắn với tên Port Columbus, là một loại sân bay quốc tế nằm 6 dặm (9,7 km) về phía đông trung tâm thành phố Columbus, tiểu bang Ohio, Hoa Kỳ. Nó được quản lý bởi Cơ quan sân bay khu vực Columbus, cơ quan này còn giám sát các hoạt động tại sân bay quốc tế Rickenbacker sân bay quốc tế và sân bay Bolton. Mã sân bay CMH là viết tắt của "Columbus Municipal Hangar," mặc dù tên đó không còn được sử dụng ngày nay.
Port Columbus chủ yếu là một sân bay hành khách, với mỗi ngày 151 chuyến bay thẳng nối với 34 sân bay thông qua 15 hãng. Số lượt hành khách đạt 6.233.485 lượt hành khách trong năm 2009, giảm 9,8% so với năm trước.
Theo một cuộc khảo sát thị trường năm 2005, Port Columbus thu hút khoảng 50% hành khách của nó từ bên ngoài của khu vực bán kính 60 dặm (97 km) khu vực phục vụ chính. Ngoài ra, sân bay xử lý vận tải và bưu điện Hoa Kỳ, với 10.411.920 đơn vị vận chuyển hàng hóa và 8.537.279 đơn vị của thư đi qua năm 2006.
Ngày nay, Port Columbus cung cấp dịch vụ hàng không thương mại gần như tất cả các trung tâm sân bay lớn trên khắp Hoa Kỳ, với những trường hợp ngoại lệ đáng chú ý là San Francisco. Sân bay này là sân bay hành khách lớn nhất trong khu vực trung tâm Ohio và là bận rộn nhất thứ hai trong trạng thái sau sân bay quốc tế Cleveland Hopkins (sân bay Cincinnati / Northern Kentucky có nhiều chuyến bay hơn Port Columbus nhưng nằm bên ngoài của Ohio ở miền Bắc Kentucky.). Port Columbus là sân bay bận rộn thứ 52 trong các sân bay bận rộn nhất tại Hoa Kỳ trong năm 2006.